# Zalasius sakaii
Zalasius sakaii is een krabbensoort uit de familie van de Xanthidae. De wetenschappelijke naam van de soort is voor het eerst geldig gepubliceerd in 1938 door Balss.